# Spomenik kralju Tomislavu u Biogradu na Moru
Spomenik kralju Tomislavu u Biogradu na Moru otkriven je povodom obilježavanja 1100 godina Hrvatskog Kraljevstva 8. svibnja 2025. kao dio četverodnevne manifestacije čiji je središnji događaj bilo otkrivanje spomenika kralju Tomislavu. 
Svečanost je započela projekcijom dokumentarnog filma Kralj Tomislav na glavnom mulu te otkrivanjem spomenika koji će ubuduće krasiti trg kod gradske uprave.
Spomenik, djelo kipara i dizajnera Gorana Miškovića, izrađen je u hiperrealističnom stilu. Mišković, koji živi i radi u Vancouveru u Kanadi, načinio je kip koji prikazuje kralja Tomislava na prijestolju ukrašenom šahovnicom, s mačem u krilu i pogledom prema moru. Kip je istaknut crvenim plaštom i zlatnim natpisom na postamentu, dok su vizualni elementi dodatno naglašeni modernim dizajnom.
Spomenik je financirala obitelj Joška Vukića, građevinskog poduzetnika iz Vancouvera porijeklom iz Hrvatske, a darovala ga je hrvatska dijaspore u Kanadi. Kritike i pohvale nisu izostale – od oduševljenja simbolikom do prigovora na estetski stil i hiperrealističan pristup prikazu kralja.
Otkrivanje spomenika u Biogradu na Moru pratio je bogat program koji je uključivao povorku konjanika, povijesne postrojbe, izvedbu himne, blagoslov mjesnog svećenika don Jure Zubovića te izvedbe klape Sv. Matej. 